# 김천 직지사 대웅전
김천 직지사 대웅전(金泉 直指寺 大雄殿)은 대한민국 경상북도 김천시 대항면 직지사에 있는 조선시대의 건축물이다. 2008년 9월 3일 대한민국의 보물 제1576호로 지정되었다.

## 지정 사유
김천 직지사 대웅전은 일주문, 금강문, 사천왕문까지는 좌측의 계곡을 끼고 지형에 맞추어 휘어져 올라온 북쪽에 위치하며, 만세루(萬歲樓)에서 대웅전에 이르기까지는 일직선상에 놓여있다. 대웅전을 중심으로 좌우에 선당(禪堂)이 위치해 있으며, 대웅전 앞 뜰에는 2개의 삼층탑이 놓여 있는 2탑식 중정형 가람배치를 가진다.
김천 직지사 대웅전 가구의 구성 및 부재의 표현기법은 조선후기의 건축적 특징이 잘 표현되었음을 알 수 있다. 임진왜란 직후 재건된 불전들의 경향을 보이며, 아름답고 뛰어난 기법을 보여주는 내·외부 많은 벽화와 불단이 남아 있는 등 보물로 지정해 보존할 역사적·예술적·학술적 가치가 충분하다.

## 같이 보기
- 직지사

## 참고 자료
- 김천 직지사 대웅전 - 국가유산청 국가유산포털